# Олифант (прам, 1776)
«Олифант» (от нем. Elefant — слон) — прам Балтийского флота Российской империи.

## Описание судна
Один из пяти парусно-гребных дрвухдечных прамов с деревянным корпусом одноимённого типа, построенных в Санкт-Петербургском адмиралтействе. Длина судна по сведениям из различных источников составляла 35,15—35,2 метра, ширина — от 10,7 до 10,9 метра, а осадка от 2,92 до 3 метров. Вооружение судна в разное время могло состоять от 26 до 36-ти орудий, из которых восемнадцать 36-фунтовых орудий было установлено в нижнем деке и восемнадцать 18-фунтовых орудий в верхнем.

## История службы
Прам «Олифант» был заложен на стапеле Сердобольской верфи 27 февраля (10 марта) 1774 года и после спуска на воду 4 (15) мая 1776 года вошёл в состав Балтийского флота России. Строительство вели кораблестроители Климов и Скуваров.
В кампании с 1776 и 1784 год находился в Кронштадте.
По окончании службы в 1785 году был разобран.